# 董欣年
董欣年（1959年—），女，華裔美国分子生物学、植物生理学家，杜克大学生物学系教授，霍华德·休斯医学研究所研究员。2012年获选美国国家科学院院士。

## 生平
浙江宁波人，生于学术世家。父亲是有“一代经济学泰斗”之称的董辅礽。母亲刘蔼年，是中国著名眼科医生、教授。一家都是武汉大学校友。其中董辅礽1946年考入国立武汉大学，后来成为武大教授和经济系主任。母亲刘氏1949年毕业于武大，曾是解放军海军总医院眼科主任。有弟董欣中，美国约翰霍普金斯大学神经生物学教授。丈夫王小凡，是董欣年在武大的同学，与董欣年同为杜克大学教授，任教于药理系。
董欣年1978年考入武汉大学生物学系，1982年，获武大学士。同年考入中国科学院遗传研究所，参加首届“中美生物化学联合招生项目”（CUSBEA，发起人为吴瑞教授），获得留美资格。丈夫王小凡为在同届CUSBEA考试中获得第一名。夫妻双双留学美国。1983年至1988年，就读于美国西北大学（位于芝加哥），获得分子生物学哲学博士。1988年至1991年，在哈佛大学医学院从事博士后研究。自1992年起，历任杜克大学生物系助理教授、副教授、教授。
主要研究领域为植物分子生物学和生理学，特别是水杨酸和茉莉酸在植物细胞内和体内的信号转导途径，及其相互作用的机制。2012年当选美国国家科学院院士。

## 逸事
2003年10月，董辅礽因直肠癌晚期赴美治疗，即在杜克大学医学院附属医院。2004年7月30日，因医治无效在杜克大学医学院附属医院与世长辞，享年77岁。期间董欣年一直陪伴左右。

## 荣誉
- 2011年：当选美国文理科学院院士
- 2012年：当选美国科学院院士[3]